# Symbol alchemiczny
Symbole alchemiczne pierwotnie wymyślone jako część alchemii, gdzie do XVIII w. były używane do zapisu niektórych pierwiastków i związków. Należy zaznaczyć, że taki zapis na ogół był zestandaryzowany, lecz styl i symbol różnił się pomiędzy alchemikami, stąd też zostaną przedstawione te najczęściej występujące.

## Trzy pierwsze
Według Paracelsusa, Trzy pierwsze lub Tria Prima (łac.) to:
- sól (podstawa materii)
- rtęć (ciekłe połączenie pomiędzy Wysokim a Niskim)
- siarka (wszechobecny duch życia)

## Cztery podstawowe żywioły
Alchemia używała następujących symboli hellenistycznych:
- Ziemia
- Woda
- Powietrze
- Ogień

## Siedem metali planetarnych
Metale planetarne były "zdominowane" lub "rządzone" przez siedem planet znanych od starożytności. Mimo że czasami metale te miały własne symbole, to zazwyczaj były zapisywane symbolami planet.
- złoto zdominowane przez Słońce ☉ ☼ (  )
- srebro zdominowane przez Księżyc ☽ (  )
- miedź zdominowana przez Wenus ♀ (  )
- żelazo zdominowane przez Marsa ♂ (  )
- cyna zdominowana przez Jowisza ♃ (  )
- rtęć zdominowana przez Merkurego ☿ (  )
- ołów zdominowany przez Saturna ♄ (  )[1]

Planety Uran, Neptun i planeta karłowata Pluton zostały odkryte po epoce alchemii, którą zastąpiła chemia, w związku z czym nie są częścią tradycyjnych symboli alchemicznych.

## Inne pierwiastki

"Kwadratura koła": alchemiczny glif (XVII w.) tworzenia Kamienia filozoficznego.

- Antymon ♁
- Arsen
- Bizmut
- Platyna
- Siarka
- Cynk

## Związki alchemiczne

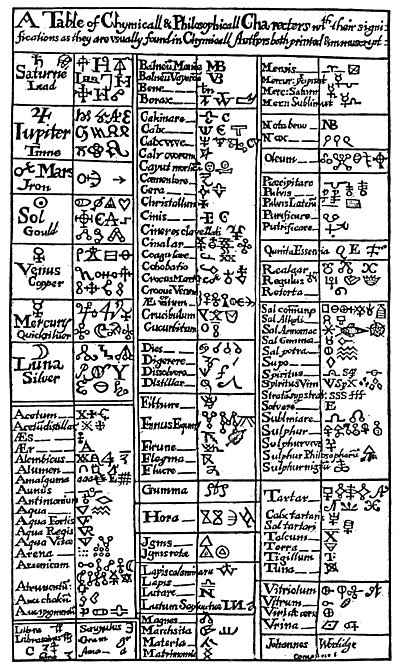
Tablica symboli alchemicznych Basiliusa Valentinusa Ostatnia wola i testament, 1670

- Sal ammoniac ⚹
- Aqua fortis A.F.
- Aqua regia A.R.
- Spiritus vini S.V.
- Amalgamaty
- Cynober (siarczek rtęci(II)) Ʒ
- Vitriol

## 12 podstawowych procesów alchemicznych
12 podstawowych procesów alchemicznych jest uważanych za podstawę współczesnego podziału procesów chemicznych. Każdy z tych procesów jest "zdominowany" lub "rządzony" przez jeden z 12 znaków zodiaku:
- rozkład poprzez kalcynowanie (Baran )
- rozkład poprzez lekkie ogrzewanie (Lew )
- rozkład poprzez fermentację/gnicie (Koziorożec)
- zmiana poprzez krzepnięcie/koagulację (Byk )
- zmiana poprzez związanie (Bliźnięta )
- zmiana poprzez zmiękczanie (Strzelec )
- rozdział poprzez destylację (Panna )
- rozdział poprzez sublimację (Waga )
- rozdział poprzez filtrację (Skorpion )
- łączenie poprzez rozpuszczanie (Rak )
- łączenie poprzez powielenie (Wodnik )
- łączenie poprzez projekcję (Ryby )